# وانق سفلی
وانق سفلی یکی از روستاهای استان آذربایجان شرقی است که در دهستان ملایعقوب بخش مرکزی شهرستان سرآب واقع شده‌است.
به زبان ترکی آذربایجانی آشاقا وینی یا وینی نامیده می‌شود که بین راه سرآب به اردبیل واقع شده و در منطقه‌ای کوهستانی و دارای مناظر طبیعی بسیار زیبا و قابل توجه است.